# Дженніфер Гейл
Дженніфер Гейл (англ. Jennifer Heil; нар. 11 квітня 1983)— канадська фристайлістка, спеціалістка в могулі, олімпійська чемпіонка.

## Біографія
Вперше на Олімпійських іграх Дженніфер Гейл виступила в Солт-Лейк-Сіті у 2002. Тоді їй було 18. Вона посіла четверте місце в могулі. Пропустивши наступний сезон через травму, Дженніфер виграла Кубок світу у сезонах 2003-04, 2004-05 та 2005-06. На Туринській олімпіаді вона здобула золоту медаль і звання олімпійської чемпіонки.
Після Туринської олімпіади Гейл заснувала компанію B2ten — компанію, що зібрала понад 3 млн доларів з метою допомогти іншим канадським спортсменам досягти олімпійських вершин. Ця компанія спонсорує 20 спортсменів у 13 видах спорту.
у Ванкувері Гейл вважалася фавориткою. Канада чекала від неї першої в історії золотої олімпійської медалі на домашній Олімпіаді. Однак, вона поступилася Ганні Кірні, а першу домашню золоту медаль для Канади виборов наступного дня Александр Білодо, один із спортсменів, якого підтримує B2ten.
Після Олімпіади Гейл оголосила про свої плани завершити спортивну кар'єру наступним сезоном. Вона пожертвувала 25 тис. доларів доброчинній організації «Тому, що я Дівчина», яка допомагає бідним дівчатам. Гейл планує й надалі займатися доброчинністю. Наразі вона студентка університету МакГілла.

## Виноски
1. ↑  As Olympic champ, preparation remains Heil's mantra. CTV News. 8 січня 2010. Архів оригіналу за 11 березня 2010. Процитовано 8 січня 2010.